# Trichogramma sankarani
Trichogramma sankarani is een vliesvleugelig insect uit de familie Trichogrammatidae. De wetenschappelijke naam is voor het eerst geldig gepubliceerd in 2008 door Nagaraja.